# ورم دبقي جسري داخلي منتشر
الورم الدبقي الجسري الداخلي المنتشر (DIPG) هو ورم موجود في جسر (وسط) جذع الدماغ. الورم الدبقي هو اسم عام يصف أي ورم ينشأ من الأنسجة الداعمة التي تدعى الخلايا الدبقية، والتي تساعد في إبقاء الخلايا العصبية في مكانها والحفاظ على عملها. الورم الدبقي الجسري الداخلي المنتشر هو ورم جذع الدماغ الدبقي. جذع الدماغ هو الجزء السفلي من الدماغ، الذي يربط المخيخ بالنخاع الشوكي. تحدث غالبية أورام جذع الدماغ في الجسر وهي ترتشح وتنتشر (تنمو وسط الأعصاب)، بالتالي لا يمكن إزالتها بالجراحة. يحتوي جذع الدماغ على جميع الخلايا العصبية الواردة إلى النخاع الشوكي، بالإضافة إلى بنى مهمة تشارك في حركات العين وفي السيطرة على عضلات الوجه والحلق والإحساس.

## التشخيص
كمعظم أورام جذع الدماغ، يمكن تشخيص الورم الدبقي الجسري الداخلي المنتشر عادةً بطرق التصوير غير الباضعة مثل التصوير بالرنين المغناطيسي، بالإضافة إلى الفحص البدني العصبي. تكون الخزعات وغيرها من الإجراءات غير شائعة. على غرار الورم الدبقي الجسري الداخلي المنتشر، غالبًا ما تندرج أورام خط المنتصف الدبقية المنتشرة(DMG)  تحت فئات مماثلة للورم الدبقي الجسري الداخلي المنتشر من حيث التشخيص والعلاج وغالبًا ما تُصنفان معًا. في الآونة الأخيرة، أُخذت الخزعات بهدف اختيار أفضل التجارب السريرية.

## العلاج
يشمل العلاج القياسي للورم الدبقي الجسري الداخلي المنتشر 6 أسابيع من العلاج الإشعاعي، والذي يحسن الأعراض بشكل كبير. ومع ذلك، تتكرر الأعراض عادةً بعد 6-9 أشهر وتتطور بسرعة.

### جراحة الاعصاب
عادةً ما تكون الجراحة لمحاولة إزالة الورم غير ممكنة أو مستحسنة  لمرضى الورم الدبقي الجسري الداخلي المنتشر. تغزو هذه الأورام بطبيعتها جميع أنحاء جذع الدماغ وتنتشر فيه، وتنمو بين الخلايا العصبية الطبيعية. قد تسبب الجراحة أضرارًا جسيمة للهياكل العصبية الأساسية لحركة الذراع والساق، حركة العين، عملية البلع، والتنفس، وحتى الوعي.
كان لأخذ خزعة من جذع الدماغ بهدف إجراء تنميط مناعي للورم الدبقي الجسري الداخلي المنتشر دور محدود في الدراسات السريرية التجريبية وتجارب العلاج. ومع ذلك، ليس هذا هو المعيار الحالي للعلاج، لأنه يمثل خطورة كبيرة بالنظر إلى موقع الخزعة، وبالتالي يُجرى فقط في سياق المشاركة مع تجربة علاج سريرية مستمرة.
لا تعد الخزعة الجسرية علاجية أو شفائية بأي شكل من الأشكال، ولا يجب غض النظر عن مخاطرها (المحتمل أن تكون كارثية ومميتة) إلا عندما يكون التشخيص غير مؤكد (غريب للغاية) أو عند تسجيل المريض في تجربة سريرية بموافقته.

### العلاج الكيميائي والعلاجات الدوائية الأخرى
يبقى دور العلاج الكيميائي في الورم الدبقي الجسري الداخلي المنتشر غير واضح. أظهرت الدراسات تحسنًا طفيفًا في نسب النجاة، رغم جهود مجموعة علم الأورام لدى الأطفال (COG) واتحاد علم الأورام في طب لأطفال (PBTC)، وغيرها من الجهود الجارية لاستكشاف مزيد من فوائد العلاج الكيميائي وغيره من الأدوية. لم تُظهر الأدوية التي تزيد من تأثير العلاج الإشعاعي (المُحسّة للإشعاع) أي فائدة إضافية، ولكن هناك عوامل جديدة واعدة قيد البحث. لم يكن للعلاج بالخلايا الجذعية والإنترفيرون بيتا والأدوية الأخرى تأثير يذكر في التجارب. لم يبدِ العلاج الكيميائي المكثف أو عالي الجرعة مع زرع نقي العظم الذاتي أو نقل الخلايا الجذعية إلى الدم المحيطي أي فعالية في أورام جذع الدماغ الدبقية. قد تشمل التجارب السريرية المستقبلية الأدوية المصممة للتداخل مع المسارات الخلوية (مثبطات نقل الإشارات)، أو الأساليب الأخرى التي تغير من بنية الورم أو بيئته.